# のこいのこ
のこ いのこ（1948年4月4日 - ）は、日本の歌手。神奈川県横浜市神奈川区出身。20世紀後半から21世紀初頭にかけて、多くのコマーシャルソングを手がける。本名は猪子 育代（いのこ いくよ）。本姓をもじって芸名とした。血液型はA型。二人姉妹の次女。

## 来歴・人物
高校生の頃からフォークソングを歌い、中津川フォークジャンボリーに出演経験もある。隠れCMソングの女王と呼ばれ、800曲以上を手がけた。また、『ひらけ!ポンキッキ』の楽曲や既存曲などの童謡も数多く録音している。
2006年6月21日にアルバム『のこいのこ大全』をビクターエンタテインメントから発売し、ワイドショーなど各種メディアで取り上げられた。発売前の同年5月にはAmazon.co.jpのランキングで予約件数1位となった。累計で4万枚以上を売り上げている。

## 主な曲

### CMソング
- エバラ焼肉のたれ
- 川口技研 OKアミド
- サンヨー食品 サッポロ一番カップスター
- でん六（「豆はでん六」のサウンドロゴ）
- ムニュムニュ（お風呂遊び用のスポンジ製ぬいぐるみ）
- 新タケダ胃腸薬「3層錠の歌」（広川太一郎と共演。バーブ佐竹「お世話になります」片面。非売品プロモ盤シングル。規格品番：a-2151-2）
- 武田製薬 プラッシー
- ボーデンチーズ
- 緑屋
- 中央自動車工業 パームエアーロータリー
- 味の素マヨネーズ
- 味の素マリーナ
- 味の素プチマリーナ
- 味の素ハイミー
- メルシャン「のんびりとメルシャン」
- 江崎グリコ カプリソーネ
- 江崎グリコ コメッコ
- ヤマギワ 住まいの灯りフェア
- 任天堂 シャルマントランプ
- ナショナルエアコン クール&クール
- ナショナル ラブラブ
- サントリー レッド
- 旭食品
- サンリオ「わたしとあなたの間に」
- 森永製菓 スコッチパイ
- 大正製薬 パブロン
- サンヨー ファンヒーター
- サクラクレパス サクラクーピー
- セイカ プロペラジャグラー
- セイカ スイートチコ
- セイカ パズル
- 資生堂 メイクアップファンデーション
- レゴ「レゴ レゴ レーゴ」
- 旭タクシー「やさしさを忘れず旭タクシー」
- 森永ヨーグルト なかよし
- カネボウ モグ
- カネボウアイス
- カネボウ ブーガムランデブー
- 片岡物産 バンホーテンココア
- セノー ポポーン
- 三菱電機 ふとん乾燥機 ほすべえ
- 三菱電機 もちつき器
- 吉忠 ロマン
- 浅草玩具 ミロゲーム
- ハクキンカイロ
- 日本ペイント「自分のことは自分でしよう」
- ハウス食品 豆乳SOY200
- タカラ パットちゃん
- 旭化成 セルセル
- バンダイ ぼくらのニュータウン
- 十條キンバリー クリネックス
- 東急百貨店 大決算
- 味覚糖 ラムネーダー
- ヤマキ 減塩だしつゆ
- オノデン（関東ローカル）
- スマイク（関東ローカル・あらい太朗〔画〕）
- マルヨシセンター（中四国地区）
- ニッカサラダ油ママポット（主に西日本地区）
- 新潟アイスリンク（新潟ローカル）
- 黒川クリーニング社（福井/石川ローカル）
- 近商ストア「今日もこの街」（関西ローカル）
- ジョイみのきち（京都ローカル）
- メガネセンター（東北ローカル）
- ヤマザワ「出逢いのヤマザワ」（山形ローカル）
- 赤トリヰ（福島ローカル）
- さんわの若鶏（中京ローカル）

### 児童歌
ひらけ!ポンキッキ
- ヤセタンとコロンタン（1976年2月10日発売、LP『およげ!たいやきくん』。キャニオン E-1025）
- パタパタママ（1976年6月25日発売、シングル。キャニオン CX-105）
- ハッスルばあちゃん（1976年9月25日発売、シングル。キャニオン CX-106）
- おばけのうた（1977年6月発売、シングル。キャニオン CX-109）
- ブカブカパジャマ（1977年12月発売、シングル。キャニオン CX-111）
- まる・さんかく・しかく（1978年1月発売、シングル。キャニオン CX-112）
- ドラネコソラシド（1978年11月発売、シングル。キャニオン CX-115）
- ヒポポタマス（1980年4月発売、シングル。キャニオン CX-121。1979年10月発売の教育セット「ひろがるせかい」からのシングルカット）
- もものハート（1980年4月発売、シングル。キャニオン CX-121。教育セット「ひろがるせかい」からのシングルカット）
- ニュートンファミリー（1985年9月21日発売、シングル。キャニオン 6G0076）
- はたらくくるま（1986年10月発売、シングル。キャニオン 6G0086）
- のりたいでんしゃ はしるきかんしゃ（1987年8月発売、シングル。キャニオン 6G0092）
- このみちどんどん（1988年8月19日発売、シングル。ポニーキャニオン S10G-0002）
- おなかがいっぱい（1989年7月21日発売、シングル。ポニーキャニオン S9G-11002）

その他、教育セット「ことばとかず」や「ひろがるせかい」でも歌唱や朗読を担当している。
パオパオチャンネル
- 6色えのぐの大かつやく（1988年10月21日発売、アルバム『ピッカピカ音楽館ベストヒット』。ビクター VDR-25145／VCK-20155）

### バラエティ番組
- お笑いオンステージ オープニング曲
- 情報プレゼンター とくダネ! ジングル
- ハッピーボーイズアワー爆笑おすピー問題! オープニングテーマ
- やぐちひとり ジングル

### ゲーム
- ポップン電機CMソング（曲はオノデンCMソングのパロディ）（pop'n music 13 カーニバル）
- はたらくモビルスーツ、はたらくマニアックなモビルスーツ（曲ははたらくくるまの替え歌）（SDガンダム GGENERATION GENESISPV） - はたらくマニアックなモビルスーツでは若井おさむと共演。

### その他
- のこいのこ新発売!（作詞:伊藤アキラ、作曲:桜井順。アルバム『のこいのこ大全リターンズ』収録のオリジナル曲）
- 沢田研二「恋のバッド･チューニング」（1980年4月21日発売）コーラスで参加

## アルバム
- 童謡集（1996年6月21日、日本コロムビア）
- のこいのこ大全（2006年6月21日、ビクターエンタテインメント）
- のこいのこ大全リターンズ（2012年6月20日、ビクターエンタテインメント）

## 出演
- 小林悠たまむすび（2015年5月22日放送、TBSラジオ） - 「その筋の話」ゲスト
- 伊集院光とらじおと（2016年10月3日放送、TBSラジオ） - 「伊集院光とらじおとゲストと」ゲスト